# Hesperoedura reticulata
Hesperoedura reticulata ist eine baumbewohnende Art der Geckoartigen aus der Familie der Doppelfingergeckos (Diplodactylidae). Sie ist die einzige Art der monotypischen Gattung Hesperoedura und in einem kleinen Gebiet im Südwesten Australiens heimisch.

## Merkmale
Die Art erreicht eine Kopf-Rumpf-Länge von maximal 7 Zentimetern. Es handelt sich damit um eine Geckoart mittlerer Größe. Die Grundfarbe der Tiere ist dunkelbraun, der Rücken wird durch einen breiten Rückenstreifen in hellem Grau bis Graubraun markiert. Die Flanken und die Oberseiten der Gliedmaßen wirken wie von einem dunkelbraunen, engmaschigen Netz überzogen. Der Bauch und die Unterseiten der Gliedmaßen sind weißlich. Auf dem Rücken befinden sich sehr kleine Schuppen, die wesentlich kleiner als die ventralen Schuppen sind. Die Haftlamellen an den Füßen weisen Verbreiterungen auf, die wahrscheinlich dem Klettern auf den Bäumen dienen.

## Verbreitung
Hesperoedura reticulata ist nur im südlichen Westaustralien verbreitet, einem Hotspot der Artenvielfalt. Die Art lebt auf Bäumen und ist daher im Gegensatz zu den am Boden lebenden Arten der Doppelfingergeckos auf diese eher feuchte und bewaldete Gegend angewiesen. Die IUCN stuft die Art als nicht gefährdet ein.

## Systematik und Taxonomie
Die Art Hesperoedura reticulata wurde seit ihrer Erstbeschreibung im Jahr 1969 zur Gattung Oedura gezählt. Schon in ihrem im Jahr 1983 erschienenen Werk A synopsis of the class Reptilia in Australia wurde von Wells und Wellington vorgeschlagen, Hesperoedura reticulata zusammen mit drei weiteren Arten der Gattung Oedura als eigene Gattung Amalosia auszugliedern. Die Arbeit wurde kontrovers diskutiert und von den Wissenschaftlern, die sich mit Australiens Geckos befassten, kaum umgesetzt. Im Jahr 2012 wurde nach molekulargenetischen Untersuchungen von Oliver et al. die Ansicht von Wells und Wellington in Bezug auf die Gattung Amalosia weitgehend bestätigt, da sich zwei der vier von ihnen bezeichneten Arten sowie zwei weitere als eigene Klade zusammenfassen ließen. Oedura reticulata wurde jedoch nicht wie von Wells und Wellington vorgeschlagen in die Gattung Amalosia, sondern in die neu errichtete monotypische Gattung Hesperoedura gestellt.